# José Calasans
José Calasans Brandão da Silva (Aracaju, Sergipe, 1915 — Salvador, Bahia, 2001) est un historien et folkloriste brésilien. Après une formation en droit, suivie d’une carrière d’enseignant dans quelques établissements d’enseignement secondaire et supérieur au Sergipe, il devint finalement, préférant se vouer aux recherches historiques, professeur d’histoire à l’université fédérale de Bahia à Salvador. Ses travaux et recherches porteront d’une part sur l’histoire de son État d’origine, le Sergipe, et d’autre part sur le sanglant conflit de Canudos de 1896-1897, sur lequel il publia de nombreux ouvrages et articles, et dont il deviendra l’un des spécialistes reconnus. Tôt intéressé par l’étude des cultures populaires et des traditions orales, il sut combiner, en une méthode historique novatrice, exploitation rigoureuse de la documentation classique et examen scientifique des chansons et poésies populaires, en particulier sur le thème de Canudos, qu’il s’attacha à colliger, tandis que dans le même esprit il recueillit également les témoignages des derniers survivants de cette guerre.

## Biographie
Natif d’Aracaju, capitale de l’État de Sergipe, José Calasans fréquenta les cours de l’Athénée Sergipense, où il fut l’élève de l’historien et folkloriste (et accessoirement franc-maçon) Clodomir Silva, son professeur de portugais, qui menait alors des recherches sur l’histoire et la culture populaire du Sergipe et qui sut lui instiller le goût pour les études historiques. En même temps, Clodomir Silva éveilla en lui l’intérêt pour les sources historiques orales, de l’exploitation raisonnée desquelles Calasans deviendra l’un des grands pionniers au sein de l’historiographie brésilienne.
En 1933, désireux de se vouer à l’enseignement de l’histoire, José Calasans s’en fut s’inscrire à la Libre Faculté de droit de la Bahia à Salvador. Il y deviendra l’un des chefs de file des Jeunesses intégralistes, se proposant de créer dans l’université un noyau de Culture spiritualiste, dessein qui sera cependant à l’origine de dissensions dans la Faculté ; bientôt toutefois, selon ses propres dires, il devait récuser les idées propagées par Plínio Salgado.
Après qu’il eut achevé son cursus de droit en 1937, José Calasans s’en revint dans son Aracaju natal pour se consacrer au professorat et aux études historiques, s’appliquant notamment à examiner les motifs pour lesquels la capitale du Sergipe, auparavant établie à Cristovão, fut transférée à la capitale actuelle. Par la même occasion, il colligea des vers populaires relatifs à cet événement, qu’il regroupa dans un recueil de chansons politiques populaires. De ce sien intérêt pour la poésie des rues naquirent les premières études sur les aspects folkloriques de la cachaça (eau-de-vie), qui serviront de matière à son livre Cachaça Moça Branca publié en 1951. Toujours dans le Sergipe, employé à l’Institut du patrimoine historique et artistique national (acronyme IPHAN), pour lors dirigé par Rodrigo Melo Franco, il commença à dresser l’inventaire des monuments historiques sergipiens, lesquelles feront plus tard objet de classement par l’institut.
Peu d’années après, José Calasans retourna à Salvador, où il reprit le métier d’enseignant et fut placé à la tête du Service national d’apprentissage commercial (le SENAC). Parallèlement, vers la même époque, il entreprit des recherches sur la Révolution de 1930, entretenant à cet effet une vaste correspondance avec les anciens insurgés, et se présenta en 1950 au concours en vue d’un poste de professeur libre (Livre Docência) à la faculté de philosophie de l’université fédérale de Bahia (UFBA), sur une thèse intitulée O Ciclo Folclórico do Bom Jesus Conselheiro. Contribuição ao Estudo da Campanha de Canudos.
José Calasans fut l’une des figures les plus éminentes d’abord de la vie intellectuelle sergipienne, participant activement à la vie publique de cet État jusque dans les années 1950, puis, après son déménagement pour Salvador, de la vie culturelle bahianaise, en tant que professeur d’université. Dans le Sergipe, il fut, outre ses fonctions d’enseignant à l’école normale et à l’Athénée, président de l’Institut historique et géographique du Sergipe, et sera à l’origine de nombre d’initiatives dans le domaine culturel, tel que la fondation, en 1944, du Centre d’études économiques et sociales du Sergipe, aux côtés entre autres d’Orlando Dantas, Garcia Moreno, Urbano de Almeida Neto, Marcos Ferreira de Jesus, Jorge de Oliveira Neto, et que la mise sur pied de la Revista de Aracaju, en association avec Mário Cabral et Fernando Porto. Dans la Bahia, en plus d’occuper la chaire d’Histoire moderne et contemporaine et d’être professeur adjoint en Folklore à l’UFBA, dont il fut le vice-recteur, il présida le Conseil sergipien de la Culture, l’Académie des lettres de Bahia, le Rotary Clube de Bahia, etc.
Il était marié à Lúcia Margarida Maciel da Silva, de qui il eut deux enfants : José, mort précocement, et Maria Madalena. Le fonds d’archives qu’il laissa après sa mort, fruit de ses investigations en particulier sur le thème de Canudos, fut cédé à l’UFBA et rendu accessible aux chercheurs dans le Núcleo Sertão, institut crée en 1983, grâce aux dons de Calasans, au sein du Centre d’études baianaises de cette université.

## Œuvre et domaines d’intérêt
Quoique juriste de formation, José Calasans se tourna vers l’enseignement, l’historiographie et les études folkloriques, et deviendra l’un des historiens attitrés de la saga d’Antônio Conselheiro, en composant de sa main une bibliographie qui est parmi les plus cohérentes et les plus étendues sur ce thème. Sa ville natale Aracaju fut son autre thème de prédilection, et ce de façon ininterrompue, depuis qu’il eut en 1942 soutenu un mémoire sur le sujet en vue de l’obtention d’un poste de professeur d’histoire du Brésil et du Sergipe à l’école normale.

### Histoire du Sergipe
Cette thèse, intitulée Aracaju, Contribuição  à História da Capital de Sergipe, eut une répercussion telle qu’elle modifia l’orientation de l’historiographie sergipienne. Il s’agit d’un recueil de recherches et d’études, retravaillées en petits essais. En 1944, une partie de ceux-ci sera réunie en volume sous le titre de Temas da Provincia, comprenant notamment Política de Inácio Barbosa, Política Açucareira (« Politique sucrière »), Santo Antonio do Aracaju, As Causas da Mudança (« les Causes du transfert de capitale »), A Mudança, A Nova Cidade (« la Nouvelle Ville ») etc. Un grand nombre d’autres essais et ouvrages encore feront que le nom de José Calasans restera indissociablement lié aux études historiques sur le Sergipe, en particulier Brício Cardoso e o ensino normal em Sergipe (« Brício Cardoso et l’enseignement normal dans le Sergipe »), Subsídio para o cancioneiro histórico de Sergipe (« Apports à un recueil historique de chansons populaires sergipiennes »), Fausto Cardoso e a revolução de 1906 etc. À mentionner également la collection d’essais réunis sous le titre général d’Introdução ao Estudo da Historiografia Sergipana, où José Calasans entreprit une façon de préhistoire de l’historiographie sergipienne, désignant Felisbelo Firmo de Oliveira Freire comme « le premier historien du Sergipe », le « père de l’historiographie sergipienne » ; parmi les titres de ces essais, on relève notamment Os primeiros trabalhos (« les Premiers travaux »), A Obra de Felisbelo Freire (« l’Œuvre de Felisbelo Freire »), A Escola do Recife, Carvalho Lima Júnior, A Questão de limites (« la Question des frontières »), História dos municípios, História política, Formação étnica, Biografias etc. Une réédition de ces travaux parut en 1992, sous l’égide du gouvernement du Sergipe, au travers de la FUNDESC, sous le titre d’Aracaju e outros temas sergipanos. Dans l’essai A Questão de limites, Calasans fit observer que pendant plus de 30 ans les historiens sergipiens s’étaient surtout évertués à défendre le droit du Sergipe sur des terres situées aux confins de cet État et restées sous la tutelle de la Bahia voisine.

### Canudos
José Calasans fut l’un des meilleurs spécialistes de l’histoire de Canudos. Son intérêt pour ce thème, qui perdurera toute sa vie, remonte à 1950, année où il soutint à la faculté de Philosophie de l’université fédérale de Bahia la thèse O Ciclo Folclórico do Bom Jesus Conselheiro. Contribuição ao Estudo da Campanha de Canudos. Dans sa jeunesse, il avait coutume de fréquenter différents lieux de sa ville natale en quête de poésie populaire, première manifestation de son penchant pour le folklore sergipien et de l’importance qu’il accordera à l’oralité, l’un des aspects les plus novateurs de sa méthode historique. Lors de ses pérégrinations, il lui fut donné justement d’entendre notamment des quatrains sur le colonel Moreira César et sur la guerre de Canudos.
Ne dissimulant pas à ses interlocuteurs sa sympathie pour Antônio Maciel, dit le Conselheiro — allant jusqu’à dire, en manière de plaisanterie, qu’il était conselheiriste —, il faisait office de passerelle entre les chercheurs plus jeunes et les derniers survivants de Belo Monte (nom donné par Antônio Conselheiro à la communauté religieuse de Canudos) ou leurs descendants, dont il avait commencé à recueillir les témoignages à la fin de la décennie 1940. Il était parvenu à réunir une vaste documentation sur le sujet et fit don en 1983 de sa collection à l’UFBA, collection qui comprenait, entre autres objets précieux, un des deux carnets manuscrits, dont les pages étaient couvertes d’oraisons et de sermons, que le Conselheiro laissa comme son testament religieux. Son ultime ouvrage, Cartografia de Canudos, parut en 1997, au centenaire de la fin de la guerre.
Plus précisément, l’intérêt de Calasans pour l’histoire de la communauté de Canudos fut éveillé par les reportages qu’Odorico Tavares rédigea en 1947, à l’occasion du cinquantenaire de la destruction du village, pour le compte de la revue O Cruzeiro, avec des photographies de Pierre Verger. Selon ce qu’il relata à l’historien Marco Antonio Villa, dans Calasans, um Depoimento para a História (1998), lesdits reportages lui avaient révélé l’existence de nombreux survivants de la guerre et lui donnèrent l’idée de recueillir leurs témoignages et de collecter les poèmes populaires évoquant ces événements. Ainsi s’entretint-il avec plusieurs anciens adeptes d’Antônio Conselheiro, tels que Manoel Ciriaco, né à Canudos, Honório Vilanova, frère du commerçant le plus important de la région, Francisca Macambira, fille d’un autre commerçant de Canudos, Pedrão de Várzea da Ema, un des chefs militaires, qui sera ensuite, dans les années 1930, recruté pour combattre la bande de Lampião, etc. Dans ses efforts pour consigner les versions des habitants du sertão, c’est-à-dire des vaincus de cette guerre, José Calasans fut assisté par Nertan Macedo, qui interrogea Honório Vilanova pour l’ouvrage Memorial de Vilanova de 1964, et par José Aras, qui regroupa quelques-uns de ces témoignages dans Sangue de Irmãos (litt. « Sang de frères »).
La méthode historique de Calasans avait ceci d’original qu’elle sut marier, de façon innovatrice, l’histoire orale d’une part, à la recherche rigoureuse des manuscrits et des documents d’autre part. Du conflit de Canudos, il ne fera pas seulement un événement historique monolithe à restituer, mais aussi et surtout une « mer d’histoires », racontée selon différentes perspectives. Il attacha aux récits oraux populaires une importance non moins grande qu’aux matériaux imprimés et aux sources érudites, s’inspirant en cela de l’accent mis par Gilberto Freyre sur l’oralité dans son célèbre Casa-Grande & Senzala (1933 ; trad. fr. Maîtres et Esclaves, Gallimard, 1978), essai historique sur la formation de la société patriarcale brésilienne.
Inévitablement, l’histoire de Belo Monte, telle que contée par Calasans, devait se démarquer de la version des faits telle qu’exposée dans le chef-d’œuvre d’Euclides da Cunha, Os Sertões (titre de la traduction française Hautes Terres, éd. Métailié 1993), où le Conselheiro est dépeint comme un fanatique mystique et dément. Selon Calasans commença à surgir à partir de la décennie 1950 une vision « non euclidienne » de Canudos alimentée par les témoignages de survivants et par un réexamen des documents relatifs à la guerre. Sans jugements dépréciateurs, Calasans s’appliqua à reconstituer la vie d’Antônio Maciel, futur Antônio Conselheiro, en étudiant son parcours scolaire, l’échec de sa vie professionnelle de commerçant et de son mariage, et son action aux côtés de padre Ibiapina dans le Ceará, et en se penchant en particulier sur les écrits du chef spirituel, lesquels laissent entrevoir un sertanejo lettré, qui avait fait siennes puis diffusé les conceptions politiques et religieuses du catholicisme traditionnel, communes dans l’Église nordestine du XIXe siècle.
Avec son ouvrage Ciclo Folclórico do Bom Jesus Conselheiro, tiré de sa thèse de 1950, José Calasans réussit en quelque sorte à porter la voix des vaincus jusque dans les milieux universitaires, libérant ladite voix, par de nombreuses études et recherches, « de la cage dorée d’Os Sertões », selon ses propres termes. Il y aborda plus particulièrement les aspects légendaires et fabuleux du chef spirituel de Belo Monte, que la tradition populaire identifiait à saint Antoine. Il colligea d’autre part, dans No Tempo de Antônio Conselheir (1959) et dans Canudos na Literatura de Cordel (« Canudos dans la littérature de cordel », 1984), un corpus de chansons populaires sur Canudos, qui expriment pour les unes des points de vue favorables et pour les autres des positions hostiles au Conselheiro, décrit tantôt comme un envoyé du Christ, chargé de sauver les âmes avant le Jugement dernier, tantôt comme un bandit cruel et dénué de scrupules.
Dans Quase Biografias de Jagunços, paru en 1986, José Calasans s’attacha à évoquer quelques figures presque oubliées du mouvement conselheiriste et à recréer la vie quotidienne de Canudos à partir des trajectoires personnelles de ses habitants — négociants et propriétaires, chefs militaires et combattants, paysans, artisans et instituteurs, beatos (laïcs dévots) etc. —, venus à Canudos des différents zones de la Bahia, du Sergipe et du Ceará ; y figure également le jaguncinho, garçonnet de Canudos devenu orphelin par suite de la guerre (jaguncinho est le diminutif de jagunço), recueilli par Euclides da Cunha et remis ensuite à des parents adoptifs de São Paulo.

### Publications de José Calasans
- O Ciclo Folclórico do Bom Jesus Conselheiro (1950)
- Cachaça moça branca (1951)
- A santidade de Jaguaripe (1952)
- Euclides da Cunha e Siqueira de Menezes (1957)
- Os vintistas e a regeneração econômica de Portugal (1959)
- No tempo de Antônio Conselheiro (1959)
- Aracaju, Contribuição à História da Capital de Sergipe
- Antônio Conselheiro e a escravidão (1968)
- Folclore geo–histórico da Bahia e seu recôncavo (1970)
- Antônio Conselheiro, construtor de igrejas e cemitérios (1973)
- Canudos: origem e desenvolvimento de um arraial messiânico (1974)
- A revolução de 30 na Bahia (1980)
- Canudos na literatura de cordel (1984)
- Quase biografia de jagunços (1986)
- Aparecimento e prisão de um Messias (1988)
- Miguel Calmon Sobrinho e sua época (1992)
- Cartografia de Canudos (recueil d’essais sur Canudos, 1997)